# Peter Nieuwerf
Peter Nieuwerf (Den Haag, 8 december 1938 – Utrecht, 27 maart 2015) was een Nederlands jazzgitarist.
Op 18-jarige leeftijd Nieuwerf debuteerde op een groter podium als versterking bij een optreden van het trio van pianist Paul Ruys tijdens een jazzfestival in het Scheveningse Circusgebouw in 1957. Een jaar later maakte hij zijn televisiedebuut in het talentenprogramma Nieuwe oogst als begeleider van zijn latere levenspartner, zangeres Annelies Bouma.
Nieuwerf werd bekend als muzikant bij Wim Sonneveld. Daarna speelde hij samen met violist Stéphane Grappelli, Nancy Wilson, Astrud Gilberto, Dizzy Gillespie, Toots Thielemans, Stan Getz, Lia Dorana, Rita Reys, Cornelis Vreeswijk, Boudewijn de Groot, Martine Bijl, Ramses Shaffy, Chris Hinze, Jasperina de Jong, Gerard Cox, Robert Long en het Metropole Orkest met Rogier van Otterloo. Hij was ook onderdeel van een kwartet van Armando. Hij was destijds regelmatig te zien/te horen op televisie in programma's als De Stratemakeropzeeshow, De Fabeltjeskrant en Sonja's goed nieuws show. In zijn latere leven “bekeerde” hij zich tot de jazz. Hij was jarenlang muzikaal partner van Greetje Kauffeld.
Zijn "claim to fame" was zijn optreden met het Koninklijk Concertgebouworkest in 1996 in New Yorks Carnegie Hall met werken van Dmitri Sjostakovitsj, de toen als Jazzsuites bekendstaande werken.  In 2013 stond hij met drie andere Nederlandse gitaristen (Eef Albers, Jesse van Ruller en Reinier Baas) op diverse concertpodia, begeleid door Clemens van der Feen (contrabas) en Martijn Vink (drums).
Hij was nauw betrokken bij Jazzpodium de Tor in Enschede, samen met bassist Ruud Ouwehand. Hij gaf onder meer les aan de conservatoria in Hilversum en Den Haag. Daar was hij docent van Vincent Koning, Olaf Tarenskeen en Peter Tiehuis (2001 tot 2004 bij Ilse DeLange).
Begin 2015 werd Nieuwerf getroffen door een stevige griep die uitgroeide tot een longontsteking, waardoor optredens afgezegd moesten worden. Eind maart stierf hij in een Utrechts ziekenhuis op 76-jarige leeftijd.